# Авдеева, Наталья Германовна
Наталья Германовна Авдеева (род. 6 сентября 1988, Калининград) — российская спортсменка, стрелок из лука. Чемпионка мира в личных соревнованиях (2019). Чемпионка мира в помещении и трехкратный серебряный призер чемпионата мира в помещении в личных и командных соревнованиях (2012, 2016, 2018). Победитель и серебряный призер II Европейских игр в личных соревнованиях и смешанных командах (микст) (2019). Чемпионка Европы в командных соревнованиях (2014). Трехкратная чемпионка Европы в помещении, серебряный и трехкратный бронзовый призер чемпионата Европы в помещении в личных и командных соревнованиях (2010, 2011, 2015, 2017, 2019). Серебряный и бронзовый призер финала кубка мира в личных соревнованиях (2014, 2018). Шестикратный победитель, семикратный серебряный и шестикратный бронзовый этапов кубка мира в личных и командных соревнованиях, смешанных командах (микст) (2011, 2012, 2014, 2015, 2016, 2017, 2018, 2019, 2021). Победитель и серебряный призер этапа кубка мира в помещении в личных соревнованиях (2017, 2018). Победитель и двукратный серебряный призер Всемирной летней универсиады в командных соревнованиях (2009, 2011, 2015). Победитель и двукратный серебряный призер чемпионата мира среди студентов в командных соревнованиях и смешанных командах (микст) (2014, 2016).
Многократная чемпионка и призёр чемпионатов России. Мастер спорта России международного класса (2009). Заслуженный мастер спорта России (2018).

## Биография
Родилась 6 сентября 1988 года в городе Калининграде. Родители Наташи приняли решение отдать девочку в секцию стрельбы из лука. С классическим луком у девочки не получилось наладить отношения. Она перешла к занятиям с блочным луком. Ситуация изменилась, она доросла до мастера спорта Российской Федерации.

## Спортивная карьера
К двадцати годам закрепилась в сборной России. Впервые выступила на Универсиаде в 2011 году, завоевала серебро в командных соревнованиях. Проходила обучение в аспирантуре Балтийского федерального университета имени Иммануила Канта. Мастер спорта международного класса.
В июле 2015 года на XXVIII Всемирной летней Универсиаде в городе Кванджу на соревнованиях по стрельбе из составного лука среди женщин завоевала золотую медаль.
Спортсменка стала триумфатором Кубка Мира 2018 года.
19 февраля 2018 года, в Американском городе Янктон, Наталья Авдеева завоевала золото чемпионата мира по стрельбе из блочного лука в помещении. В финале спортсменка победила турчанку Есим Бостан.
15 июня 2019 года стала чемпионкой мира в стрельбе из блочного лука. Турнир проходил в Хертогенбосе. В финале Авдеева победила американку Пейдж Пирс со счетом 142:141.
На Европейских играх в Минске в июне 2019 года, в миксте завоевали серебряную медаль, а в личном первенстве стала победителем II Европейских игр.